# Kovács Mária (színművész)
Kovács Mária (Keszthely, 1926. március 21. – Budapest, 2003. július 19.) Jászai Mari-díjas magyar színésznő, érdemes művész.

## Életpályája
1946–ban a Belvárosi Színházban indult  színészi pályája. Errő az időszakról mesélte:

„Tagja voltam egy baráti körnek, ahová eljárt Szép Ernő is. Egyszer elszavaltam verseit és ő ajánlott be Bárdos Artúrnak. Bárdos el volt ragadtatva — ezt most évtizedek múltán dicsekvéssel kell hogy kijelentsem —, azt mondta, hogy régen volt ilyen felfedezése. Félbeszakította a próbákat és felküldött a színpadra, mert azt akarta, hogy mindenki lásson.”

1948–1949 között a Magyar Rádió színtársulatának tagja volt. 1950–1951 között a Nemzeti Színházban lépett fel. 1951-től a Szegedi Nemzeti Színházban, majd Hódmezővásárhelyen játszott. 1955–1957 között a Békés Megyei Jókai Színházban volt látható. 1958–1965 között az egri Gárdonyi Géza Színházban szerepelt. 1965–1978 között a Miskolci Nemzeti Színház művésznője volt. 1978–1981 között a győri Kisfaludy Színház tagja volt. A győri Kisfaludy Színházban próba közben agytrombózist kapott, s fél keze lebénult. Egyesztendei betegállomány után a nyugdíjaztatását kérte. Meg kellett tanulnia fél kézzel élni. Szerencsére segítettek a pályatársak és Kovács Mária elszántsága, kemény akarása. Nagy türelemmel küzdött és egészsége javult. Felvevőgép elé állhatott és vendégszereplést is vállalt Miskolcon. 1981-ben, a Havasi selyemfiú című tévéfilm Krizsánnéjának megformálására megkapta a Film- és tévékritikusok díját. Játszott a nagy sikerű A piac című tévéjátékban is.
1964-ben Jászai Mari-díjat kapott, 1976-ban érdemes művész lett. 1994-ben a Magyar Köztársasági Érdemrend kiskeresztje kitüntetést vehette át.

## Fontosabb színházi szerepei
- Bródy-Gyöngy: Nincsenek véletlenek....Szobalány
- Lavrenyov: Amerika hangja....Sally
- Friedrich Schiller: Ármány és szerelem.... Sophie
- Gyárfás Miklós: Hatszáz új lakás....Magdi
- Mihajlov-Szamojlov: Titkos háború....Grusa Vetkina
- Rahmanov: Viharos alkonyat....Cselédlány
- Mikszáth Kálmán: A Noszty fiú esete Tóth Marival....Mari
- Fast: Harminc ezüstpénz....Hilda
- Háy Gyula: Erő....Barbara Hilton
- Davidoglu: Vas és acél....Marica
- Fazekas Mihály: Lúdas Matyi....Tojásáruló asszony
- Lavrenyov: Összeomlás....Tatjána
- Kerekes János: Állami áruház....Iványiné
- Barát Endre: Fekete arany....Horváth Irén
- Iszajev-Galics: Nem magánügy....Ljuba Popova
- Heltai Jenő: A néma levente....Zilia Duca
- Dumas: A kaméliás hölgy....Gautier Marguerite
- Katona József: Bánk bán....Melinda; Gertrudis
- Bródy Sándor: A tanítónő....Tanítónő
- Niccodemi: Hajnalban, délben, este....Anna
- Molière: Tartuffe....Dorina
- Zapolska: Dulszka asszony erkölcse....Julinka
- Szendrő József: Rikkancs szerelem....Heléna
- Makszim Gorkij: Kispolgárok....Tatjána
- Mikszáth Kálmán: Az eladó birtok....Zsuzska néni
- Gyurkó Géza – Herbst Ferenc: Ítélnek az istenek....A művésznő
- Iszaak Oszipovics Dunajevszkij: Szabad szél....Paulette
- Honti Sándor: A látszat csal (Jelentéktelen ember)....Az operaénekes felesége
- Papp István: Árgyélus királyfi....Tündérilona
- Kohout: Ilyen nagy szerelem....Lida
- Bejach: A lehetetlen nő....Barbara
- Makszim Gorkij: Ellenségek....Tatjána felesége
- Jókai Mór: Az aranyember....Athalie
- Henrik Ibsen: Nóra....Nóra
- Darvas József: Kormos ég....Klári
- Móricz Zsigmond: Úri muri....Rhédey Eszter
- Danek: Szemtől szembe....Olga Vancsurova
- Arbuzov: Vándorévek....Egy lány
- Konsztantyij Trenyov: Ljubov Jarovája....Ljubov Jarovája
- George Bernard Shaw: Szent Johanna....Johanna
- Tabi László: Különleges világnap....Elli
- Visnyevszkij: Optimista tragédia....Komisszárnő
- Darvas József: Hajnali tűz....Varga Mihályné
- Kálmán Imre: Csárdáskirálynő....Krisztina grófnő
- Gabet-Clairville: A Cornevillei harangok....Suzanne
- Szigligeti Ede – Tabi László: Párizsi vendég....Thusnelda grófnő
- Mesterházi Lajos: A tizenegyedik parancsolat....Márta
- Eugène Scribe: Egy pohár víz....Hercegnő
- Abody Béla: Nyomozás....Edit
- Arthur Miller: Édes fiaim....Lydia Lubey
- Kiritescu: Szarkafészek....Margareta Aldea
- Madách Imre: Az ember tragédiája....Második boszorkány; Második polgárleány
- Gáspár Margit: Hamletnek nincs igaza....Anna
- Federico García Lorca: Yerma....2. mosóasszony
- Gárdonyi Géza: Ida regénye....Panni
- Bertolt Brecht: Koldusopera....Első lány; Kocsma Jenny
- Dobozy Imre: Holnap folytatjuk....Takarítónő
- Vörösmarty Mihály: Csongor és Tünde....Ledér; Éj királynője
- Szophoklész: Aias....Tekméssa
- Lászlóffy Lajos: Hamupipőke....Anni
- Carl Zeller: Madarász....Mimi grófnő
- Friedrich Schiller: Stuart Mária....Stuart Mária; Erzsébet
- Jókai Mór: A kőszívű ember fiai....Baradlayné
- Tabi László: Most majd elválik....Molnár Zsuzsa
- Alekszej Nyikolajevics Tolsztoj: Rakéta....Sunykin kisasszony
- Eugene O’Neill: Vágy a szilfák alatt....Egy asszony
- Molnár Ferenc: Olympia....Eugénia
- Jókai Mór: Szerelem bolondjai....Ilonka
- Gárdonyi Géza: Egri csillagok....Egerszegi Mária
- Németh László: Nagy család....Kata
- Gárdonyi Géza: Fehér Anna....Manci
- Tennessee Williams: A vágy villamosa....Blanche
- Hubay Miklós: Római karnevál....Margit
- Trenyov: Ljubov Jarovája....Pánovka
- Federico García Lorca: Bernalda Alba háza....Bernarda
- Jókai Mór: A lőcsei fehér asszony....Júlia
- Eugene O’Neill: Amerikai Elektra....Christine
- Albert Camus: A művész élete....
- Szabó Magda: Leleplezés....Anna
- Szakonyi Károly: Adáshiba....Vanda
- Sós György: Köznapi legenda....Ápolónő
- Sarkadi Imre: Sipos család....Mari
- William Shakespeare: Macbeth....Lady Macbeth
- Betti: Bűntény a Kecskeszigeten....Agata
- Euripidész: Médeia....Médeia
- Herlihy-Noble: Tizenévesek....Lilian
- William Shakespeare: Hamlet, dán királyfi....Gertrud
- Tóth Miklós: Jegygyűrű a mellényzsebben....Kartalné
- Berkesi András: Siratófal....Teréz
- Gerencsér Miklós: Ferde ház....Paula
- Vancura: Szőrmók Maci....Hortenzia
- Barta Lajos: Szerelem....Szalayné
- Tersánszky Józsi Jenő: Kakuk Marci....Méltósága
- Anton Szemjonovics Makarenko: Az új ember kovácsa....Varvara Bregel
- Cocteau: Rettenetes szülők....Yvonne
- Bertolt Brecht: A kaukázusi krétakör....A szakácsnő
- Nestroy: A talizmán....Második lány
- Alekszandr Nyikolajevics Osztrovszkij: Zivatar(Vihar)....Marfa Ignatyevna Kabanova
- Euripidész: Hekabé....Hekabé
- Anton Pavlovics Csehov: Ivanov....Zinaida Szavisna
- Móricz Zsigmond: Nem élhetek muzsikaszó nélkül....Zsani néni
- Henrik Ibsen: Kísértetek....Helene Alving
- Friedrich Dürrenmatt: Fizikusok....Mathilde von Zahnd
- Nádas Péter: Takarítás....Klára
- Polgár András: 'Csak egy nap a világ'....Herczegné
- Örkény István: Macskajáték....Cs. Bruckner Adelaida
- Victor Hugo: Nyomorultak....Cosette

## Hangjátékok
- Hazalátogató (1983)

## Filmjei

### Játékfilmek
- Díszmagyar (1949)
- Körhinta (1956)
- Havasi selyemfiú (1978)
- Ajándék ez a nap (1979)
- Szabadíts meg a gonosztól (1979)
- Töredék az életről (1980)

### Tévéfilmek
- A postaláda (1967)
- Nyaralók (1967)
- Az élő Antigoné (1968)
- Az utolsó ítélet (1970)
- Katonák (1977)
- Mednyánszky (1978)
- Az utolsó nap (1978)
- Krétakör (1978)
- Baleset (1978)
- Imre (1979)
- Brutus (1981)
- Nagyúri mesterség (1983)
- A piac (1983) – Fiákeres Zsófi
- Örökkön-örökké (1984)
- A tanítónő (1985)
- Gyermek születik (1986)
- A világ legrosszabb gyereke (1987)
- Bernarda Alba háza (1987)
- Pisztácia (1997)

## Díjai
- Jászai Mari-díj (1964)
- Érdemes művész (1976)
- A Magyar Köztársasági Érdemrend kiskeresztje (1994)